# یوباتوبا
یوباتوبا (به پرتغالی: Ubatuba) یک شهر و شهرستان برزیل در برزیل است که در ایالت سائوپائولو واقع شده‌است.

## خصوصیات
یوباتوبا ۷۱۲ کیلومترمربع مساحت و ۸۱٬۲۴۶ نفر جمعیت دارد و ۳ متر بالاتر از سطح دریا واقع شده‌است.